# ماریانه فلورمن
ماریانه فلورمن (دانمارکی: Marianne Florman؛ زادهٔ ۱ ژوئن ۱۹۶۴) بازیکن هندبال اهل دانمارک بود.
از افتخارات وی میتوان به کسب مدال طلا به‌همراه تیم ملی هندبال زنان دانمارک در بازی‌های المپیک تابستانی ۱۹۹۶ اشاره کرد.